# Алофи
Алофи (енгл. Alofi) је највеће насеље и главни град полинежанског острва Нијуе у јужном делу Тихог океана. Само насеље и острво су под суверенитетом Новог Зеланда.  У насељу је живело 1.000 становника према проценама из 2014. године.

## Географија
Алофи лежи на западној обали острва Нијуе, удаљен 2.400 км североисточно од Новог Зеланда у истоименом заливу 7 км (који покрива 30% дужине острва) од рта Халагигле на југу до рта Макари на северу. Код Алофија се налази пролаз кроз корални гребен који окружује острво Нијуе. Насеље је подељено на Северни и Јужни Алофи.

## Историја
Тропски циклон Хета је погодио острво Нијуе 2004. године изазвавши велику материјалну штету у којој су две особе погинуле док су у самом Алофију многе грађевине уништене укључујући и локалну болницу.
Због тога су, након циклона, болница и школа морале бити измештене 3 км од западне обале на локалитет Фонуакула који је мање изложен олујама.

## Инфраструктура и промет
Алофи поседује највећу острвску луку и аеродром из кога лете авиони једино на Окланд, град на Новом Зеланду.

## Знаменитости
Највеће знаменитости самог насеља су зграда владе и сајам на отвореном који се одржава уторком и петком. Средиште Алофија је трговачки центар у којем се налази готово све што постоји у овом малом насељу: банка, пошта, продајни објекти, туристичка агенција, интернет кафе, као и пар ресторана, пансиона и полицијска станица.